# اچ‌ام‌اس لویی (۱۹۱۳)
اچ‌ام‌اس لویی (۱۹۱۳) (به انگلیسی: HMS Louis (1913)) یک کشتی بود. این کشتی در سال ۱۹۱۳ ساخته شد.